# اسلام پنجه
اسلام پنجه (به لاتین: Islam Pinjah) یک منطقهٔ مسکونی در افغانستان است که در ولایت بلخ واقع شده‌است.